# Peperomia pereskiifolia
Peperomia pereskiifolia (Jacq.) Kunth – gatunek rośliny z rodziny pieprzowatych (Piperaceae). Pochodzi z Ameryki Południowej i Środkowej (Belize, Kostaryka, Salwador, Nikaragua, Wenezuela, Brazylia, Boliwia, Kolumbia, Ekwador, Peru. Jest uprawiany w wielu krajach świata.

## Zastosowanie
W krajach o ciepłym klimacie peperomie są uprawiane jako rośliny ogrodowa, w Polsce ze względu na klimat mogą być uprawiane tylko w szklarniach lub w domu, jako rośliny pokojowe. Jako podłoże najlepsza jest ziemia kwiatowa na podłożu z torfu. Roślina wymaga dużej wilgotności powietrza, szczególnie gdy jest ciepło, jednakże jest bardzo wrażliwa na nadmierne podlewanie powodujące gnicie jej korzeni. Podlewa się ją rzadko; w lecie raz na tydzień, zimą co 14–18 dni, koniecznie wodą bezwapienną. Można ustawić jej doniczkę na podkładzie ze stale wilgotnego torfu, w zimie lepiej przetrzymywać ją w kuchni, gdzie jest bardziej wilgotno. Nie musi natomiast stać w pełnym słońcu, w swoim naturalnym środowisku bowiem rośnie pod drzewami. Bezpośrednie światło powoduje odbarwianie jej liści, wystarczy jej średnie oświetlenie. Po 2 latach uprawy staje się nieładna i należy ją odnowić przez ukorzenienie nowej sadzonki. Sadzonki wykonuje się wiosną z pędu wierzchołkowego o długości ok. 2,5 cm. Po zanurzeniu w ukorzeniaczu sadzi się je do piasku lub ziemi liściowej, przykrywa folią i trzyma w temperaturze ok. 18 °C. W lecie należy co 2 tygodnie nawozić płynnym nawozem wieloskładnikowym. Zakurzone liście czyści się przez ścieranie wilgotną szmatką. Gdy powietrze jest suche należy ją spryskiwać wodą. Nie wymaga cięcia.